# 關口知宏
關口知宏（1972年7月1日—），日本演员。本名關口智宏。血型为A型。身高183cm。

## 生平
出生于东京都，毕业于立教大学经济学部经营学科，曾在美国犹他州留学一年。爱好铁路旅行、汽车、乐器、作曲、绳文研究等。曾拍攝紀實節目《关口知宏之中国铁道大纪行》，這也是他首次踏足中國。其它攝有《歐洲鐵道大紀行》、《日本列島鐵道縱橫》等。

## 家庭
父亲为演员关口宏，母亲为歌手西田佐知子，其为家中独子。祖父为曾经的电影明星佐野周二。